# I liga urugwajska w piłce nożnej (1949)
- Mistrz Urugwaju 1949: CA Peñarol
- Wicemistrz Urugwaju 1949: Club Nacional de Football
- Spadek do drugiej ligi: Defensor Sporting
- Awans z drugiej ligi: CA Bella Vista

Mistrzostwa Urugwaju w roku 1949 były mistrzostwami rozgrywanymi według systemu, w którym wszystkie kluby rozgrywały ze sobą mecze każdy z każdym u siebie i na wyjeździe, a o tytule mistrza i dalszej kolejności decydowała końcowa tabela.

## Primera División

### Kolejka 1
| Mecz                                           |
| ---------------------------------------------- |
| Club Nacional de Football – CA Cerro 8:3       |
| CA Peñarol – Liverpool Montevideo 5:0          |
| River Plate Montevideo – Defensor Sporting 3:1 |
| Central Montevideo – Rampla Juniors 1:1        |
| Montevideo Wanderers – Danubio FC 4:4          |

### Kolejka 2
| Mecz                                              |
| ------------------------------------------------- |
| CA Peñarol – Central Montevideo 5:2               |
| CA Cerro – Danubio FC 3:1                         |
| Defensor Sporting – Liverpool Montevideo 1:1      |
| Club Nacional de Football – Rampla Juniors 2:2    |
| River Plate Montevideo – Montevideo Wanderers 2:1 |

### Kolejka 3
| Mecz                                              |
| ------------------------------------------------- |
| Club Nacional de Football – Defensor Sporting 4:3 |
| CA Peñarol – River Plate Montevideo 3:0           |
| Rampla Juniors – Montevideo Wanderers 2:1         |
| Danubio FC – Central Montevideo 4:1               |
| CA Cerro – Liverpool Montevideo 2:2               |

### Kolejka 4
| Mecz                                                 |
| ---------------------------------------------------- |
| CA Peñarol – Danubio FC 3:1                          |
| CA Cerro – Defensor Sporting 2:0                     |
| Rampla Juniors – Liverpool Montevideo 0:0            |
| Central Montevideo – River Plate Montevideo 1:0      |
| Club Nacional de Football – Montevideo Wanderers 5:1 |

### Kolejka 5
| Mecz                                                   |
| ------------------------------------------------------ |
| Club Nacional de Football – River Plate Montevideo 3:2 |
| CA Cerro – Central Montevideo 3:2                      |
| CA Peñarol – Defensor Sporting 6:1                     |
| Montevideo Wanderers – Liverpool Montevideo 2:0        |
| Danubio FC – Rampla Juniors 1:1                        |

### Kolejka 6
| Mecz                                              |
| ------------------------------------------------- |
| CA Peñarol – Montevideo Wanderers 6:0             |
| Club Nacional de Football – Danubio FC 1:1        |
| River Plate Montevideo – Liverpool Montevideo 2:1 |
| Central Montevideo – Defensor Sporting 3:2        |
| Rampla Juniors – CA Cerro 1:0                     |

### Kolejka 7
| Mecz                                                 |
| ---------------------------------------------------- |
| Club Nacional de Football – Liverpool Montevideo 2:1 |
| CA Peñarol – CA Cerro 5:3                            |
| River Plate Montevideo – Danubio FC 3:1              |
| Montevideo Wanderers – Central Montevideo 4:1        |
| Defensor Sporting – Rampla Juniors 1:1               |

### Kolejka 8
| Mecz                                                                    |
| ----------------------------------------------------------------------- |
| Rampla Juniors – River Plate Montevideo 3:1                             |
| Danubio FC – Defensor Sporting 4:1                                      |
| Liverpool Montevideo – Central Montevideo 2:0                           |
| CA Cerro – Montevideo Wanderers 1:0                                     |
| CA Peñarol – Club Nacional de Football [*] 2:0 Peńarol 2-0 Nacional [*] |

### Kolejka 9
| Mecz                                               |
| -------------------------------------------------- |
| CA Peñarol – Rampla Juniors 2:2                    |
| Club Nacional de Football – Central Montevideo 2:0 |
| Liverpool Montevideo – Danubio FC 1:1              |
| River Plate Montevideo – CA Cerro 2:1              |
| Montevideo Wanderers – Defensor Sporting 2:1       |

### Kolejka 10
| Mecz                                           |
| ---------------------------------------------- |
| Club Nacional de Football – CA Cerro 3:2       |
| CA Peñarol – Liverpool Montevideo 2:0          |
| River Plate Montevideo – Defensor Sporting 3:2 |
| Rampla Juniors – Central Montevideo 3:0        |
| Danubio FC – Montevideo Wanderers 2:0          |

### Kolejka 11
| Mecz                                              |
| ------------------------------------------------- |
| CA Peñarol – Central Montevideo 5:0               |
| CA Cerro – Danubio FC 1:1                         |
| Liverpool Montevideo – Defensor Sporting 2:1      |
| Club Nacional de Football – Rampla Juniors 1:1    |
| River Plate Montevideo – Montevideo Wanderers 3:1 |

### Kolejka 12
| Mecz                                              |
| ------------------------------------------------- |
| Club Nacional de Football – Defensor Sporting 3:2 |
| CA Peñarol – River Plate Montevideo 2:1           |
| Rampla Juniors – Montevideo Wanderers 1:1         |
| Danubio FC – Central Montevideo 0:0               |
| CA Cerro – Liverpool Montevideo 1:0               |

### Kolejka 13
| Mecz                                                 |
| ---------------------------------------------------- |
| CA Peñarol – Danubio FC 2:1                          |
| Defensor Sporting – CA Cerro 3:0                     |
| Rampla Juniors – Liverpool Montevideo 0:0            |
| River Plate Montevideo – Central Montevideo 4:3      |
| Club Nacional de Football – Montevideo Wanderers 1:0 |

### Kolejka 14
| Mecz                                                   |
| ------------------------------------------------------ |
| Club Nacional de Football – River Plate Montevideo 3:1 |
| Central Montevideo – CA Cerro 2:1                      |
| CA Peñarol – Defensor Sporting 3:1                     |
| Montevideo Wanderers – Liverpool Montevideo 2:2        |
| Rampla Juniors – Danubio FC 2:0                        |

### Kolejka 15
| Mecz                                              |
| ------------------------------------------------- |
| CA Peñarol – Montevideo Wanderers 1:1             |
| Club Nacional de Football – Danubio FC 1:1        |
| River Plate Montevideo – Liverpool Montevideo 4:2 |
| Central Montevideo – Defensor Sporting 1:1        |
| Rampla Juniors – CA Cerro 1:1                     |

### Kolejka 16
| Mecz                                                 |
| ---------------------------------------------------- |
| Club Nacional de Football – Liverpool Montevideo 3:0 |
| CA Peñarol – CA Cerro 3:1                            |
| River Plate Montevideo – Danubio FC 2:1              |
| Montevideo Wanderers – Central Montevideo 1:0        |
| Rampla Juniors – Defensor Sporting 4:1               |

### Kolejka 17
| Mecz                                          |
| --------------------------------------------- |
| Rampla Juniors – River Plate Montevideo 2:2   |
| Danubio FC – Defensor Sporting 3:2            |
| Liverpool Montevideo – Central Montevideo 1:1 |
| CA Cerro – Montevideo Wanderers 2:0           |
| CA Peñarol – Club Nacional de Football 4:3    |

### Kolejka 18
| Mecz                                               |
| -------------------------------------------------- |
| CA Peñarol – Rampla Juniors 3:0                    |
| Club Nacional de Football – Central Montevideo 3:2 |
| Liverpool Montevideo – Danubio FC 4:0              |
| CA Cerro – River Plate Montevideo 4:1              |
| Montevideo Wanderers – Defensor Sporting 4:4       |

### Końcowa tabela sezonu 1949
| Poz | Klub                      | Mecze | Zw | Rem | Por | Pkt | BrZd | BrStr |
| --- | ------------------------- | ----- | -- | --- | --- | --- | ---- | ----- |
| 1   | CA Peñarol                | 18    | 16 | 2   | 0   | 34  | 62   | 17    |
| 2   | Club Nacional de Football | 18    | 12 | 4   | 2   | 28  | 48   | 28    |
| 3   | Rampla Juniors            | 18    | 6  | 11  | 1   | 23  | 27   | 18    |
| 4   | River Plate Montevideo    | 18    | 10 | 1   | 7   | 21  | 36   | 35    |
| 5   | CA Cerro                  | 18    | 7  | 3   | 8   | 17  | 31   | 35    |
| 6   | Danubio FC                | 18    | 4  | 7   | 7   | 15  | 27   | 32    |
| 7   | Montevideo Wanderers      | 18    | 4  | 5   | 9   | 13  | 25   | 38    |
| 8   | Liverpool Montevideo      | 18    | 3  | 7   | 8   | 13  | 19   | 29    |
| 9   | Central Montevideo        | 18    | 3  | 4   | 11  | 10  | 20   | 42    |
| 10  | Defensor Sporting         | 18    | 1  | 4   | 13  | 6   | 28   | 49    |

### Klasyfikacja strzelców bramek
| Gole | Piłkarz      | Klub       |
| ---- | ------------ | ---------- |
| 20   | Óscar Míguez | CA Peñarol |